# Megan Adelle
Megan Adelle Climer (* 29. Oktober 1990 in Carrollton, Texas) ist eine US-amerikanische Schauspielerin.

## Leben
Megan Adelle ist das vierte von insgesamt sechs Kindern. Sie hat zwei Brüder und drei Schwestern. Ihre erste Rolle hatte sie 2006 im Spielfilm Rain. Im selben Jahr folgten Besetzungen in den Spielfilmen The Night of the White Pants und Inspector Mom. 2008 hatte sie eine Nebenrolle im Spielfilm Portrait of an American Family. 2009 folgten Filmrollen in Cottonmouth Creek und im Kurzfilm Silent Whispers. Ein Jahr später folgte eine Rolle im Kurzfilm Crushed. Sie hatte 2011 eine Nebenrolle im Thriller Straw Dogs – Wer Gewalt sät inne. 2012 folgte eine Hauptrolle im B-Movie Arachnoquake.

## Filmografie
- 2006: Rain
- 2006: The Night of the White Pants
- 2006: Inspector Mom (Fernsehfilm)
- 2008: Portrait of an American Family
- 2009: Cottonmouth Creek
- 2009: Silent Whispers (Kurzfilm)
- 2010: Crushed (Kurzfilm)
- 2011: Straw Dogs – Wer Gewalt sät (Straw Dogs)
- 2012: Arachnoquake (Fernsehfilm)